# Луций Корнелий Сципион (квестор)
Вижте пояснителната страница за други личности с името Луций Корнелий Сципион.
Луций Корнелий Сципион (на латински: Lucius Cornelius Scipio) e политик на Римската република.
Произлиза от клон Сципиони на римската патрицианска фамилия Корнелии. Син е на консула от 190 пр.н.е. Сципион Азиатски, който е брат на Сципион Африкански.
Той е военен трибун през 168 пр.н.е. През 167 пр.н.е. e градски квестор. Той посреща в Капуа цар Прусий II на Витиния и го довежда в Рим.
Умира на 33 години. Намерен е надпис за него:
| „ | L. Corneli. L. f. P. [n] Scipio, quaist., tr. mil., annos gnatus XXXIII mortuos. Pater regem Antioco subegit. | “ |